# مديرية بروم ميفع

تعديل مصدري - تعديل

مديرية بروم ميفع إحدى مديريات محافظة حضرموت في شرق اليمن. بلغ عدد سكانها 17327 نسمة عام 2004.

موقع مديرية بروم ميفع في محافظة حضرموت

ويتبع لها العديد من القرى مثل: السفال، ظلومة.